# 핫케이지마역
핫케이지마역(일본어: 八景島駅)은 일본 가나가와현 요코하마시 가나자와구에 있는 요코하마 신도시 교통 가나자와 시사이드 라인의 역이다. 역 번호는 10이다. 부역명은 "요코하마 핫케이지마 시 파라다이스 앞"이다.

## 역 구조
섬식 승강장 1면 2선의 고가역이다. 엘리베이터 1기와 에스컬레이터가 설치되어 있다.
평일에는 기본적으로 무인역이지만, 토, 휴일 10시 ~ 17시 사이 및 성수기 등 부정기적으로 역무원이 배치되고 있다. 자동 매표기와 자동 개찰기가 설치되어 있다.
원래 역 구내에 화장실은 없었지만 2009년 10월에 설치되어 다기능 화장실도 그에 맞게 정비하였다. 또, 역전에 공중 화장실이 설치되어 있다.

### 승강장
| 번호 | 노선          | 방향 | 행선                      |
| ---- | ------------- | ---- | ------------------------- |
| 1    | 시사이드 라인 | 하행 | 가나자와핫케이 방면       |
| 2    | 시사이드 라인 | 상행 | 나미키추오・신스기타 방면 |

## 역 주변
- 핫케이지마섬(가나자와핫케이 대교 경유)
  - 요코하마 핫케이지마 시 파라다이스
- 우미노 공원
- 아이스크림 & 카페 리틀다린 핫케이지마 역점
- 시사이드 스파 핫케이지마
- 시바 어항

## 역사
- 1989년 7월 5일: 영업 개시.
- 1998년: 간토의 역 백선에 선출됨. 선정 이유는 "바다의 조화로운 작고 큰 역"이라는 의미 때문이다.
- 2005년 3월 24일: 자동 매표기 갱신, 사용 개시.

## 사진

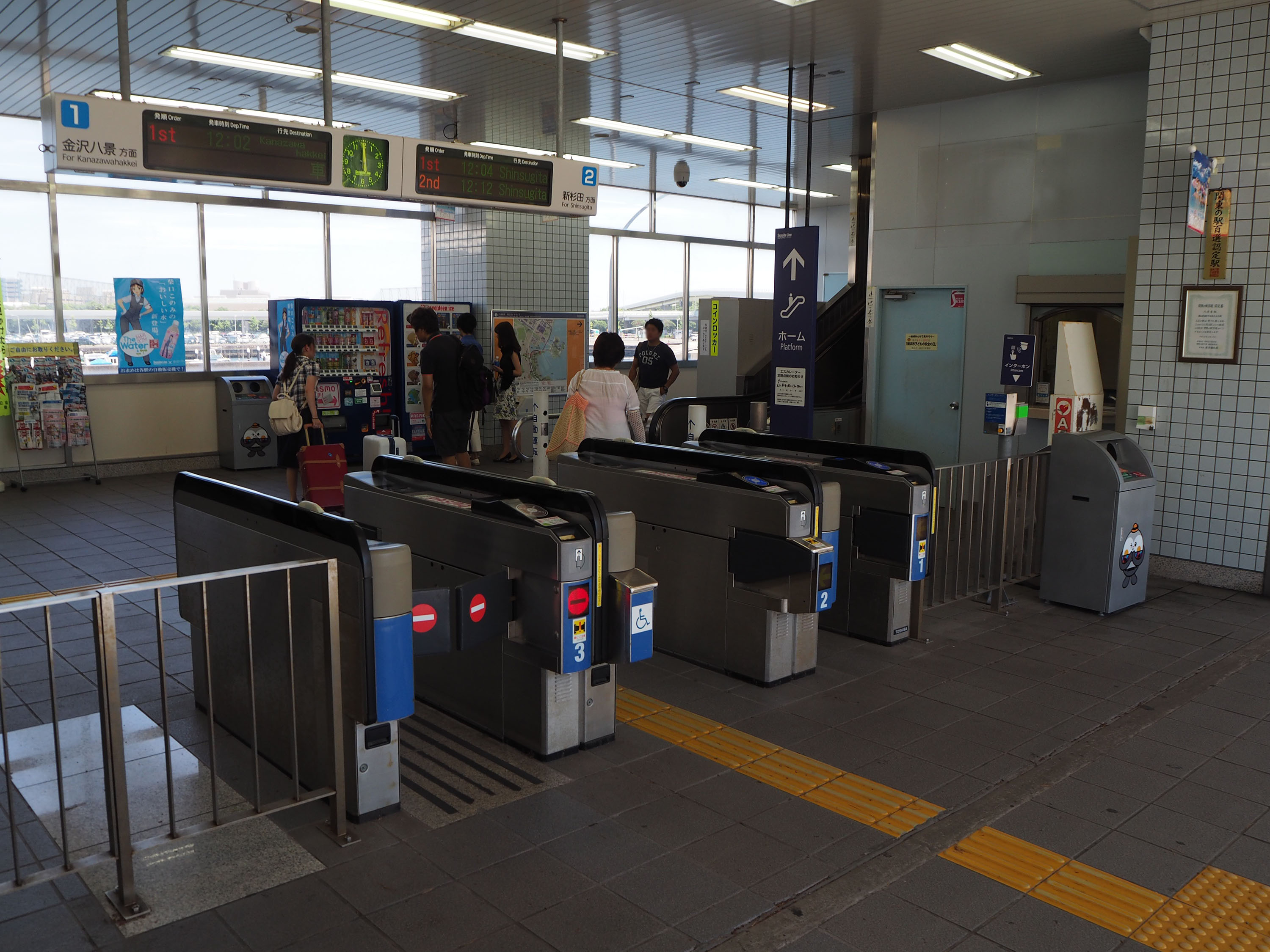
개찰구
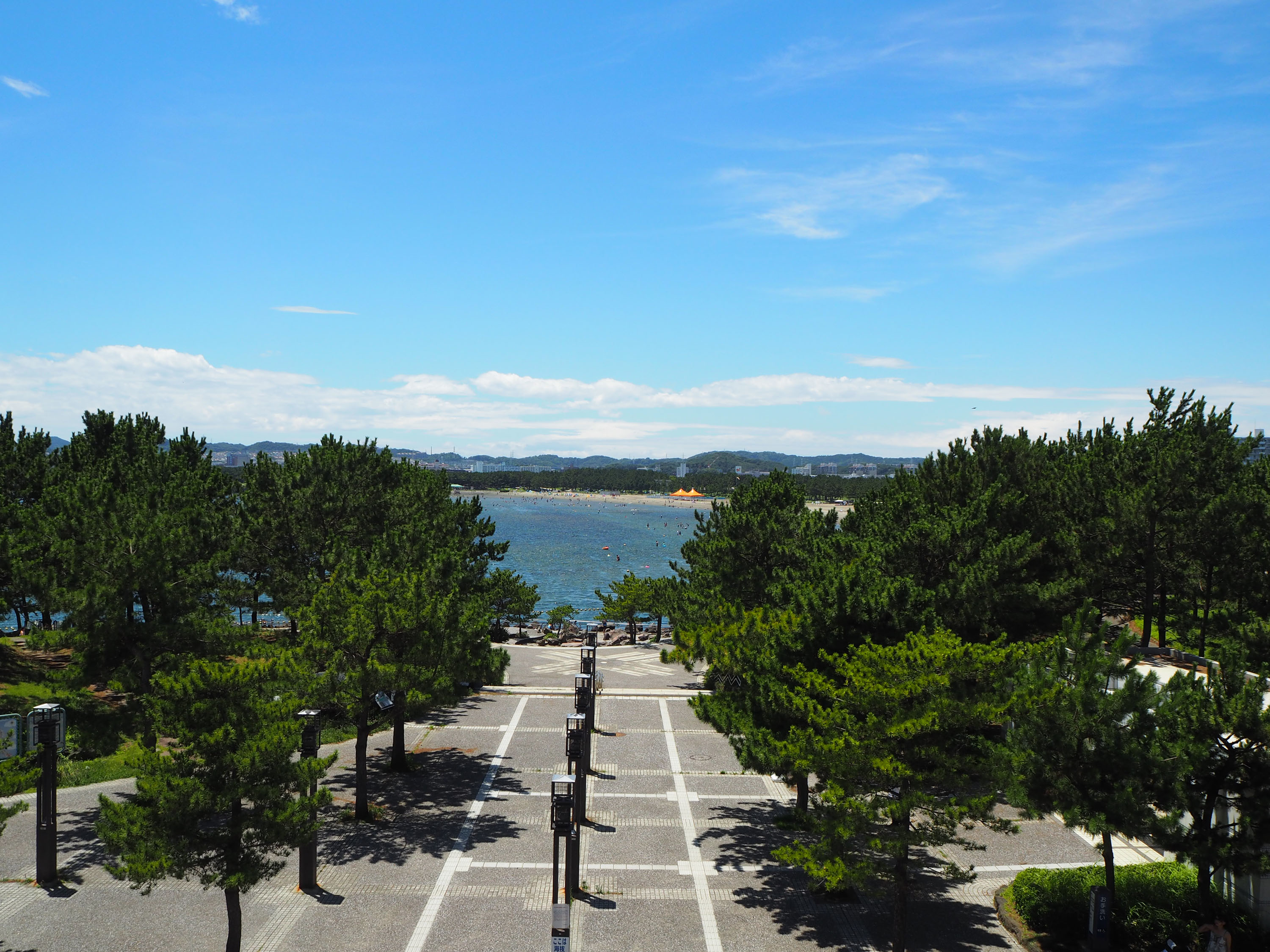
승강장에서 조망한 우미노 공원

## 인접역
| 요코하마 신도시 교통 가나자와 시사이드 라인 | 요코하마 신도시 교통 가나자와 시사이드 라인 | 요코하마 신도시 교통 가나자와 시사이드 라인 |
| ------------------------------------------- | ------------------------------------------- | ------------------------------------------- |
| 9 시다이이가쿠부 신스기타 방면              |                                             | 우미노코엔시바구치 11 가나자와핫케이 방면   |